# Ernőháza
Ernőháza (1899-ig Ernesztháza, szerbül Банатски Деспотовац / Banatski Despotovac, németül Ernsthausen) falu Szerbiában, a Vajdaságban, a Közép-bánsági körzetben.

## Fekvése
Nagybecskerektől 22 km-re keletre, a Temes közelében, Lázárföld, Szárcsa, Nezsény és Bótos közt fekszik, közigazgatásilag Nagybecskerek községhez tartozik.

## Nevének eredete
Magyar és német neve Kiss Ernő honvédtábornok, aradi vértanú nevét viseli.

## Története
1828-ban ittebei Kiss Izsák telepítette a Kenderes nevű puszta helyén. 1910-ben 2206, többségben német lakosa volt jelentős magyar kisebbséggel. A trianoni békeszerződésig Torontál vármegye Nagybecskereki járásához tartozott. Temploma 1884-ben épült. 1945-ben a templomot földig rombolták. A németek helyére Észak-Boszniából és Montenegróból érkeztek új szerb telepesek. 1983-ban a faluban 3 magyar és 2 horvát katolikus élt. 2002-ben 1620 lakosából 1591 szerb volt, a magyarok száma: 2.
Első birtokosa 1848-ig Kiss Ernő, az Aradon kivégzett vértanú tábornok volt, akinek itteni birtokait a kincstár foglalta le és az ittebei kincstári tiszttartóság vette kezelésbe.
1860-ban a község lakosai vásároltak meg itt 80 telket, az összes ú. n. királyi kisebb haszonvételekkel (regale) és a plébánia kegyúri jogával együtt, a többi birtok  pedig 1867-ben részben Kiss Miklós begaszentgyörgyi földesúr és báró Duka Emilné, Beodrai Karátsonyi Katalin birtoka lett.
Kiss Miklós itteni birtokait a Haas és Deutsch cég, ettől pedig Duschnitz Miksa vásárolta meg, és kisebb részletekben eladta a helybeli közbirtokosságnak. Báró Duka Emilné itteni birtokait pedig fia, báró Duka Géza örökölte.
1851-ben Fényes Elek írta a településről:
" Ernőháza, Ernesztháza/Банатски Деспотовац, Banatski Despotovac/Ernsthausen, Torontál vármegyében igen szép német falu, egyenlő körben álló házaival: 1162 katholikus, 32 zsidó lakossal, áldott gazdag határral. Contract. hely. Földesura Kiss Erneszt után a királyi kincstár. Utolsó posta Becskerek."
1910-ben 2206 lakosából 100 magyar, 1981 német, 97 román volt. Ebből 2092 római katolikus, 105 görögkeleti ortodox volt.
A trianoni békeszerződés előtt Torontál vármegye Nagybecskereki járásához tartozott.

### Vidaegyház
Ernőházához tartozik még Nagyvida-puszta is, melynek helyén a középkorban Vidaegyház nevű falu feküdt. E falu eredetileg a kevevára tartozéka volt, 1319-1455 években Keve vármegyéhez tartozott.
1340. előtt Kartali Etele és István elfoglalták; Ittebői Istvánfia János, a nádor előtt ekkor azt állította, hogy e falu, mint kevei várjobbágyot, őt illeti meg. A nádor 1340-ben mégis Kartali Etelének s örököseinek ítélte oda.
1367-ben a falut Nagy Lajos király Macedóniai Dancs Péter és János mestereknek adományozta; de a  15. században mégis az Ittebői-család birtokába került.
A török időkben elpusztult, és Mercy térképén már ezen a helyen Vide és Kenderes lakatlan helyeket jelölik. Az utóbbit kincstári pusztaként egy ideig a délmagyarországi bérlők társasága bérelte. 1781-ben mindkét pusztát Kiss Izsák vásárolta meg.

## Népesség

### Demográfiai változások
| 1948 | 1953 | 1961 | 1971 | 1981 | 1991 | 2002 | 2011           |
| ---- | ---- | ---- | ---- | ---- | ---- | ---- | -------------- |
| 3098 | 2955 | 2864 | 2289 | 1993 | 1823 | 1620 | 1620 fő (2002) |

## Nevezetességek
- Római katolikus temploma - 1880-1881-ben épült